# سان خوليان دي سيردانيولا
بلدية سانت جوليا دي سيردانولا (بالكاتالانية: Sant Julià de Cerdanyola) هي إحدى بلديات مقاطعة برشلونة، والتي تقع في منطقة كاتالونيا، شرق إسبانيا.
يبلغ عدد سكانها 255 نسمة وفقاً لإحصائية سنة (2007).